# Пролив Лихачёва
Пролив Лихачёва — пролив в Охотском море, разделяющий остров Спафарьева и полуостров Хмитевского — мыс Северный и мыс Шестакова соответственно. Расстояние между ними примерно 7,4—7,5 км. Севернее пролива находятся Тауйская губа и остров Талан.
Назван в честь вице-адмирала русского флота Ивана Лихачёва.

## География
Воды пролива характеризуются сильными приливно-отливными течениями со скоростью до 5 узлов. Этим объясняется тот факт, что море в проливе зимой обычно не покрывается льдом.